# Apremont, Haute-Saône
Apremont là một xã thuộc tỉnh Haute-Saône in the Bourgogne-Franche-Comté region phía đông nước Pháp.

## Demography
| 1962 | 1968 | 1975 | 1982 | 1990 | 1999 | 2006 |
| ---- | ---- | ---- | ---- | ---- | ---- | ---- |
| 354  | 372  | 380  | 372  | 362  | 362  | 412  |